# Patrick Wischnewski (Footballspieler)
Patrick Wischnewski (* 5. August 1981) ist ein ehemaliger deutscher American-Football-Spieler.

## Laufbahn
Wischnewski spielte ab 1995 im Nachwuchs der Lübeck Cougars und ab 1999 bei den Herren der Hansestädter. Zu Beginn der 2000er Jahre galt er als einer besten deutschen Footballspieler auf der Runningbackposition. In den Spieljahren 2003 und 2004 war er Punktbester der GFL2. In der Saison 2005 spielte Wischnewski für die Hamburg Sea Devils in der NFL Europe, der gelernte Maschinenbaumechaniker stand in zehn Begegnungen auf dem Feld. Im Anschluss an sein Engagement in der NFL Europe lief er bis zu einer Verletzung wieder für die Lübeck Cougars auf. 2006 ging er zu den Lübeck Seals, wurde dort in verschiedenen Positionen (Spieler, Trainer und ab November 2018 Vereinsvorsitzender) tätig. Zur Saison 2019 schloss er sich als Spieler wieder den Lübeck Cougars an.